# Drepanosticta claaseni
Drepanosticta claaseni är en trollsländeart som beskrevs av Maurits Anne Lieftinck 1931. Drepanosticta claaseni ingår i släktet Drepanosticta och familjen Platystictidae. Inga underarter finns listade i Catalogue of Life.